# Марионетки (песня)
«Марионе́тки» — песня советской и российской рок-группы «Машина времени», сочинённая Андреем Макаревичем в 1974 году. Одна из наиболее популярных композиций коллектива за всю его историю. С того момента, как песня стала широко известной, её текст воспринимался поклонниками и критикой как иносказание. Со второй половины 1970-х и до середины 1980-х годов исключалась цензурой из списков композиций, разрешённых к публичному исполнению. Входит в концертный репертуар «Машины времени» до настоящего времени. Включена в перечни «100 лучших песен русского рока в XX веке» и «500 лучших песен „Нашего радио». Отдельные фразы из текста песни вошли в повседневную речь как устойчивые словосочетания.

## История
По свидетельству Андрея Макаревича, песня была сочинена в 1974 году. «Участником события написания» песни являлся также, по его собственному утверждению, Евгений Маргулис. В следующем, 1975 году, вместе с шестью другими композициями, — она была впервые записана в студии Центрального телевидения Гостелерадио СССР для планировавшегося  эфира телепередачи «Музыкальный киоск». Однако съёмки и телетрансляция этой программы не состоялись. В 1982 году сама фонограмма песни под изменённым названием «Балаган» (вместе с другими записями разных лет) была включена в состав винилового альбома «Охотники за удачей», выпущенного нелегально, без ведома участников «Машины времени», на лейбле «KISMET RECORDS» в США.
23 февраля 1976 года группа перезаписала «Марионетки» в студии Всесоюзного государственного института кинематографии (ВГИК). В 1977 году эта запись была включена в звуковую дорожку документального кинофильма «Шесть писем о бите». Сам фильм являлся дипломной работой режиссёра ВГИК Алексея Ханютина. Данное видео содержит кадры самой ранней из известных эпизодической съёмки концерта «Машины времени», а также — небольшого (около 2,5 минут) фрагмента интервью с музыкантами. Макаревич и Сергей Кавагоэ, оба стоявшие у истоков группы, рассказывали о том, с какими трудностями «Машине времени» пришлось столкнуться в первые годы своего существования, каким образом участники группы пытались эти трудности преодолеть, а также размышляли на тему, является ли рок-музыка искусством.
Участие «Машины времени» в «Шести письмах о бите» в определённой степени повторило историю со съёмками в культовом советском кинофильме «Афоня» режиссёра Георгия Данелии (1974), в котором в качестве саундтрека была использована другая композиция из раннего репертуара группы — «Ты или я». Несмотря на то, что в этот раз музыканты оказались в кадре крупным планом, существенного влияния на судьбу песни «Марионетки», как впрочем, и самой группы кинофильм «Шесть писем о бите» не оказал, поскольку сразу после его первого показа оригинал фильма был уничтожен. (Размещённый сегодня в сети фильм является копией, сохранённой режиссёром. В конце 1980-х годов она транслировалась по телевидению.)
Позже, в 1978 году, были записаны ещё две студийные версии песни: весной — в доме культуры Автодормехбазы № 6 города Москвы, летом — в учебной студии Государственного института театрального искусства (ГИТИС).
При цензурировании концертного репертуара группы вплоть до её выхода на профессиональную сцену в начале 1980-х годов песню «Марионетки», по воспоминаниям А. Макаревича, цензоры неизменно вычёркивали, запрещая тем самым её публичное исполнение.
По свидетельству музыкального критика Артемия Троицкого, «серьёзные проблемы с советскими властями у „Машины времени“ впервые забрезжили в конце 70-х, когда мега-хит „Марионетки“ привлёк внимание идеологов из московских горкомов КПСС и ВЛКСМ, и музыкантов стали приглашать в кабинеты для душеспасительных бесед». Как отмечал журнал «Time Out», «руководители центрального телевидения и радио, естественно, знали, что такое „аллегория“, и услышать „Марионеток“ в каком-нибудь концерте по заявкам вплоть до 1985 года было практически невозможно».
Песня была впервые официально издана только в 1987 году на ретроспективной пластинке «Десять лет спустя». Она входит в концертный репертуар «Машины времени» до настоящего времени.

## Музыка и текст
Тональность песни — соль мажор.

Основная гармоническая последовательность состоит из следующих аккордов: G — Em — C — G — C — D7 — G — E7 — Am — D7 — G.

Песня исполняется на гитаре так называемым эстрадным боем.
Стихотворный размер текста песни — четырёхстопный хорей.

## Студийные версии
| Год записи | Студия                                        | Участники записи | Релиз                                                    |
| ---------- | --------------------------------------------- | --- | -------------------------------------------------------- |
| 1975       | Студия Центрального телевидения СССР          | «Машина времени»: Андрей Макаревич (вокал, гитара), Евгений Маргулис (бас-гитара), Сергей Кавагоэ (ударные) Приглашённый музыкант: Игорь Саульский (клавишные) Звукорежиссёр: Владимир Виноградов                      | «Охотники за удачей»• (1982), «Неизданное. Том 2» (2004) |
| 1976       | Студия ВГИК                                   | «Машина времени»: Андрей Макаревич (вокал, гитара), Евгений Маргулис (вокал, бас-гитара), Сергей Кавагоэ (ударные) Звукорежиссёр: Нет сведений                                                                         | Не издана, саундтрек к фильму «Шесть писем о бите»       |
| 1978       | Дом культуры Автодормехбазы № 6 города Москвы | «Машина времени»: Андрей Макаревич (вокал, гитара), Евгений Маргулис (бас-гитара), Сергей Кавагоэ (ударные), Евгений Легусов (кларнет), Сергей Кузьминок (труба) Звукорежиссёры: Игорь Клёнов, Ованес Мелик-Пашаев     | Не издана                                                |
| 1978       | Учебная речевая студия ГИТИС                  | «Машина времени»: Андрей Макаревич (вокал, гитара, клавишные), Евгений Маргулис (бас-гитара), Сергей Кавагоэ (ударные), Евгений Легусов (кларнет, саксофон), Сергей Кузьминок (труба) Звукорежиссёр: Александр Кутиков | «Это было так давно... 1978» (1992)                      |
| 1987       | «Мелодия»                                     | «Машина времени»: Андрей Макаревич (вокал, гитара), Александр Кутиков (бас-гитара), Александр Зайцев (клавишные), Валерий Ефремов (ударные) Звукорежиссёры: Александр Кутиков, А. Ветр                                 | «Десять лет спустя» (1987)                               |

• — Неофициальный релиз «KISMET RECORDS» (США).

## Трактовка смысла
В тексте песни повествуется о балаганном представлении c управляемыми куклами — марионетками, — приводимыми в движение с помощью нитей. Цензоры, журналисты, критики и поклонники считали текст песни иносказательным и, начиная с того момента, как песня стала известной во второй половине 1970-х годов, выдвигали различные версии его интерпретации. В частности, предполагалось, что речь в песне идет о членах Политбюро ЦК КПСС и правительства, о съездах ВЛКСМ и КПСС (в том числе — о XXIV съезде КПСС, прошедшем в 1971 году), о советской политической системе в целом, о внутреннем положении в стране и проч. Как отмечал по этому поводу Сергей Курий: «О каком таком хозяине и марионетках идёт <...> речь? Большинство догадывалось, что это „укол“ в сторону авторитарной „вертикали“ советской власти. Но, с другой стороны, можно было с таким же успехом заявить, что речь идёт о „западных кукловодах“, или, вообще сказать, что это притча безо всякой конкретики».
Артемий Троицкий называл «Марионетки» неприкрытой сатирой на «тусклых, послушных и бессловесных граждан, управляемых кукловодами сверху». С. Толоконникова, исследуя творчество Макаревича с позиций эстетики романтизма, значительно расширила границы восприятия художественного мира песни. По её мнению, лирический герой Макаревича «обитает» сразу в двух «сферах бытия» — цветном мире мечты и чёрно-белом мире настоящего, полном безысходности и фальши. Тема масок [Имеется в виду другая песня Макаревича — «Маски»] и кукол-марионеток актуализируется как раз при описании этого чёрно-белого мира.
Сам Андрей Макаревич во время исполнения «Марионеток» иногда делал неявные указания, в которые слушатели вкладывали определённый смысл, часто относя их на свой счёт. Так, например, на одном из концертов конца 1970-х годов в Таллине в момент исполнения фразы «Но вот хозяин гасит свечи» на слове «хозяин» Макаревич показал пальцем наверх, что вызвало бурную реакцию в зале. Во время другого концерта вместо «И играет клоун на трубе» он спел «И играет Лёня на трубе», что, по словам журналиста Бориса Голодца, позже вызвало у группы «большие проблемы» с властями, представители которой увидели в этой текстовой замене намёк на фигуру Генерального секретаря ЦК КПСС Леонида Брежнева. По воспоминаниям музыканта Алексея Романова, во время исполнения песни на концерте в одном из московских домов культуры сидевший перед Романовым «стокилограммовый парнишка» встал и пошёл по проходу со словами: «Быки, они про нас поют». В документальном фильме «Андрей Макаревич. Машина его времени» Гарик Сукачёв признавался: «Все мы себя считали этими куклами, которых дёргают за нитки».
Представителей властей, стремившихся контролировать группу в первые полтора десятилетия её существования, Макаревич убеждал, что «Марионетки» — это песня о куклах. Поклонникам и журналистам позже говорил, что она — «про вас», «про нас с вами», наконец — «про людей». В интервью Владимиру Познеру в 2009 году Макаревич конкретизировал свою позицию, заявив, что при сочинении песни «думал вообще про отношения между людьми. <...> Это гораздо шире, чем съезд какой-то партии. Это то, что вообще происходит в мире, и происходило, и будет происходить...». В интервью газете «Новые известия» в 2018 году он упомянул о «Марионетках» для иллюстрации собственного тезиса о том, что рок-музыка изначально являлась элементом культуры протеста — только не политического, а эстетического: «Про ту партию через 30 лет никто не вспомнит, а люди как себя вели, так и ведут. Это система человеческих отношений».

## Критика и признание

### Оценки и влияние на культуру
По утверждению журналиста Михаила Марголиса, уже в 1975 году песни «Марионетки» и «Чёрно-белый цвет» являлись «всесоюзными хитами». Артемий Троицкий назвал «Марионеток»,  «Ты или я» и «День гнева» первыми «классическими» песнями группы, которые «постепенно доходя до слушателей, становились великими подпольными боевиками, гимнами альтернативной культуры». Журнал «Time Out» охарактеризовал «Марионетки» как песню «с ярко выраженным политическим подтекстом», которая «была особенно популярна у студенчества второй половины 70-х». Отдельные критики оценивали песню как «идеологическую бомбу антисоветского содержания».
В иностранной прессе факт использования Макаревичем метафорических приёмов в текстах песен оценивался как реакция на цензурные запреты на социально-политическую проблематику в творчестве. Так, в частности, в статье «Универсальный звук советского рока» приведена следующая оценка «Марионеток»: «... Он [Макаревич] описывает советское общество десять лет назад [Статья была написана в 1987 году] как своеобразный театр марионеток, где он поет: „Вы не можете увидеть хозяина. Он далеко наверху и невидим. Но если он решит потянуть за нитку, вы поднимете руку».
«Марионетки» оказали влияние на последующие поколения рок-музыкантов. Так, например, Александр Ф. Скляр в период учёбы в МГИМО выбрал именно эту песню для исполнения на новогоднем вечере 1982 года (песен собственного сочинения, по признанию Скляра, на тот момент было немного, и исполнять их публично музыкант не решался). Однако он не знал заранее, что во время выступления в зал войдут музыканты «Машины времени», приглашённые в качестве почётных гостей мероприятия, и доигрывать песню придётся непосредственно перед её автором, занявшим место в первом ряду. Почти 27 лет спустя, в 2009 году, Скляр выбрал эту же песню для альбома-трибьюта «Машинопись», придав ей отличное от оригинала, трип-хоповое звучание.
Фрагмент концертного выступления группы, исполнявшей «Марионетки», из фильма «Шесть писем о бите» был включён во вторую серию документального фильма Дмитрия Киселёва «СССР. Крушение» (2011). Фонограмма песни, записанная для альбома «Десять лет спустя», использована в качестве звуковой дорожки к кинофильму «Стеклянный лабиринт» (1989, А. Макаревич в роли камео исполнял «Марионетки» в начале этого фильма), а также к 19-му выпуску мультфильма «Ну, погоди!» (2005).
В книге мемуаров российского писателя Алексея Моторова «Преступление доктора Паровозова» упоминается об исполнении «Марионеток» на конкурсе песни в пионерском лагере в период юности лирического героя. Автор характеризует саму песню как уже знаменитую к моменту описываемых событий, а «Машину времени» — как «подпольную» группу. В этой части текста мемуаров, по мнению филолога Е. Иоанесян, содержится имплицитная оценка места осуществления конкурса как «совершенно неподходящего для подобного действия».
Отдельные фразы из песни («Лица стёрты, краски тусклы», «Все они марионетки», «Но вот хозяин гасит свечи, кончен бал, и кончен вечер») превратились в устойчивые словосочетания, вошедшие в последние десятилетия в повседневный речевой оборот. Эти фразы также часто употребляются в радио- и телепрограммах, в прессе, что отдельно отмечалось в научной литературе, см. например: . Строфы «Все они марионетки // В ловких и натруженных руках», а также «И в процессе представления // Создаётся впечатление, // Что куклы пляшут сами по себе» из текста песни были включены в перечень наиболее известных цитат и выражений XX и XXI веков.

### Рейтинги
| Год  | Рейтинг                                    | Позиция | Составитель  |
| ---- | ------------------------------------------ | ------- | ------------ |
| 2000 | «100 лучших песен русского рока в XX веке» | 13      | «Наше радио» |
| 2011 | «100 песен, изменивших нашу жизнь»         | 22      | «Time Out»   |
| 2013 | «500 лучших песен „Нашего радио»           | 495     | «Наше радио» |
| 2015 | «Russian YouTube TopHit 200»               | 11      | «YouTube»    |
| 2015 | «Top YouTube Hits 200»                     | 38      | «YouTube»    |
| 2016 | «Russian YouTube TopHit 200»               | 49      | «YouTube»    |
| 2016 | «Top YouTube Hits 200»                     | 94      | «YouTube»    |
| 2017 | «Top YouTube Hits 200»                     | 158     | «YouTube»    |

## Реминисценции, кавер-версии и варианты исполнения
В 2006 году группой «Король и Шут» для альбома «Продавец кошмаров» была записана песня с аналогичным названием — «Марионетки». Рефрен этой композиции содержал строку «На лицах отметки, что все они марионетки», отсылающую к строке «Волк и заяц, тигры в клетке // Все они марионетки» из текста песни «Марионетки» «Машины времени».
Наиболее известными кавер-версиями на песню являются версии группы «Ария» (Live, 2007) и Александра Ф. Скляра (Трибьют-альбом «Машинопись», 2009).
В 2004 году на съёмках программы «Неголубой огонёк» «Машина времени» исполнила «Марионетки» вместе с группой «Премьер-министр», а в 2009 году на юбилейном концерте Гарика Сукачёва А. Макаревич исполнил песню вместе с музыкантами групп «Неприкасаемые», «Чайф», Сергеем Галаниным, Сергеем Мазаевым, А. Ф. Скляром.
Отдельные участники коллектива в разное время занимались подготовкой собственных вариантов кавер-версий на песню. Так, в 2000 году Андрей Макаревич и группа «Квартал» записали свою версию «Марионеток» для альбома «Время напрокат». По оценке лидера группы Артура Пилявина, в этой версии «даже тот смысл, который был изначально вложен в песню, стал ещё выразительнее». Критика охарактеризовала кавер-версию «Марионеток» от «Квартала» как «оджазованное, охардованное U2». В 2011 году Евгений Маргулис представил блюзовую версию песни в программе «Достояние республики». Также Пётр Подгородецкий исполнял песню на собственных концертах.

### Комментарии
1. ↑  Год выхода первого официального альбома группы с записью песни.
2. ↑  Год первой студийной записи песни.
3. ↑  В конечную версию фильма «Афоня» не попали кадры выступления «Машины времени» на танцах в клубе.
4. ↑  Эта запись была официально издана в 1993 году под названием «Это было так давно... 1978».
5. ↑  Писатель Михаил Веллер связывал желание воспринимать текст песни иносказательно с особенностями самого мышления людей, живших в эпоху СССР: «Машина времени“ была антисоветской — стилистически. Любое „мыслие“ было инакомыслием, и человек смотрел абсолютно на всё, желая найти в этом подтекст»[12].
6. ↑  Например, по отношению к продюсерским проектам в отечественном шоу-бизнесе[37], к отдельным тележурналистам[38] и так далее.